# Aristeguietia salvia
Aristeguietia salvia és una espècie herbàcia perenne de la família de les compostes (Asteraceae).
És una espècie endèmica de Xile entre la IV i la VII regió amb preferència a les zones costaneres. En castellà rep els noms vernacles de salvia macho i pegajosa (degut a les seves fulles enganxoses).
És un arbust perenne que pot arribar fins als 2m d'alçada. Les fulles són oposades, amb els marges dentats, de forma lanceolada i l'àpex atenuat, amb la base d'obtusa a cordada (en forma de cor). Les làmines de les fulles són peciolades i rugoses, enganxoses i oloroses. Les flors són hermafrodites, disposades en capítols terminals i són de color blanc. El periant està compost de cinc tèpals, amb cinc estams molt més curts que l'estil, el qual té un estigma bífid llarg. El fruit és un aqueni proveït de nombrosos vilans o papus que es dispersen pel vent.